# Apfelbeckiella bulgaricum
Apfelbeckiella bulgaricum är en mångfotingart som beskrevs av Karl Wilhelm Verhoeff 1926. Apfelbeckiella bulgaricum ingår i släktet Apfelbeckiella och familjen kejsardubbelfotingar. Inga underarter finns listade i Catalogue of Life.